# Capoliveri
Capoliveri és un comune (municipi) de la província de Liorna, a la regió italiana de la Toscana, situat a uns 130 quilòmetres al sud-oest de Florència i a uns 90 quilòmetres al sud de Liorna, a l'illa d'Elba. A 1 de gener de 2019 la seva població era de 4.046 habitants.
Capoliveri limita amb els municipis de Campo nell'Elba, Porto Azzurro i Portoferraio.
El nom va aparèixer per primera vegada en un document de la república de Gènova.